# Сосновий Бор (Себезький район)
Сосновий Бор (рос. Сосновый Бор) — робітниче селище в Себезькому районі Псковської області Російської Федерації.
Населення становить 1888 осіб. Входить до складу муніципального утворення Муніципальне утворення Сосновий Бор.

## Історія
Від 2015 року входить до складу муніципального утворення Муніципальне утворення Сосновий Бор.

## Населення
| 2001  | 2002  | 2009  | 2010  | 2011  | 2012  | 2013  |
| ----- | ----- | ----- | ----- | ----- | ----- | ----- |
| 2000  | ↘1861 | ↘1737 | ↗2877 | ↘2873 | ↘2831 | ↘2776 |
| 2014  | 2015  | 2016  | 2017  | 2018  | 2019  | 2020  |
| ↘2722 | ↘2707 | ↗2733 | ↘2708 | ↘2646 | ↗2655 | ↘2635 |
| 2021  |       |       |       |       |       |       |
| ↘1888 |       |       |       |       |       |       |